# 宮島治
宮島 治（みやじま おさむ、1959年（昭和34年）1月31日 -  ）は、日本の実業家。宮島醤油代表取締役。

## 来歴
佐賀県出身。佐賀県立唐津東高等学校卒業。1981年、西南学院大学商学部を卒業し、日本化薬に入社。

## 略歴
- 1981年 - 日本化薬入社
- 2017年 - 宮島醤油入社、常務取締役経営企画室長
- 2018年 -               常務取締役経営企画室長兼品質保証室長
- 2022年 4月1日 - 宮島醤油代表取締役就任[2]